# Navelplätt

Navelplätt, Dacrymyces macnabbii är en svampart som tillhör divisionen basidiesvampar, och som beskrevs av Derek Reid 1974. Navelplätt ingår i släktet Dacrymyces, och familjen Dacrymycetaceae. Arten är reproducerande i Sverige. Inga underarter finns listade i Catalogue of Life.